# Mesochorus tenebricosus
Mesochorus tenebricosus är en stekelart som beskrevs av Dasch 1974. Mesochorus tenebricosus ingår i släktet Mesochorus och familjen brokparasitsteklar. Inga underarter finns listade i Catalogue of Life.